# Monção
Monção – miejscowość w Portugalii, leżąca w dystrykcie Viana do Castelo, w regionie Północ w podregionie Minho-Lima. Miejscowość jest siedzibą gminy o tej samej nazwie.

## Demografia
| Liczba ludności gminy Monção (1801–2011) | Liczba ludności gminy Monção (1801–2011) | Liczba ludności gminy Monção (1801–2011) | Liczba ludności gminy Monção (1801–2011) | Liczba ludności gminy Monção (1801–2011) | Liczba ludności gminy Monção (1801–2011) | Liczba ludności gminy Monção (1801–2011) | Liczba ludności gminy Monção (1801–2011) | Liczba ludności gminy Monção (1801–2011) | Liczba ludności gminy Monção (1801–2011) |
| ---------------------------------------- | ---------------------------------------- | ---------------------------------------- | ---------------------------------------- | ---------------------------------------- | ---------------------------------------- | ---------------------------------------- | ---------------------------------------- | ---------------------------------------- | ---------------------------------------- |
| 1801                                     | 1849                                     | 1900                                     | 1930                                     | 1960                                     | 1981                                     | 1991                                     | 2001                                     | 2004                                     | 2011                                     |
| 12 095                                   | 14 983                                   | 26 077                                   | 24 585                                   | 27 393                                   | 23 799                                   | 21 799                                   | 19 956                                   | 19 842                                   | 19 230                                   |

## Sołectwa
Sołectwa gminy Monção (ludność wg stanu na 2011 r.)
- Abedim – 205 osób
- Anhões – 140 osób
- Badim – 178 osób
- Barbeita – 1016 osób
- Barroças e Taias – 319 osób
- Bela – 698 osób
- Cambeses – 496 osób
- Ceivães – 492 osoby
- Cortes – 1518 osób
- Lapela – 223 osoby
- Lara – 266 osób
- Longos Vales – 989 osób
- Lordelo – 116 osób
- Luzio – 120 osób
- Mazedo – 1859 osób
- Merufe – 1097 osób
- Messegães – 253 osoby
- Monção – 2469 osób
- Moreira – 615 osób
- Parada – 107 osób
- Pias – 854 osoby
- Pinheiros – 345 osób
- Podame – 278 osób
- Portela – 242 osoby
- Riba de Mouro – 964 osoby
- Sá – 200 osób
- Sago – 225 osób
- Segude – 356 osób
- Tangil – 768 osób
- Troporiz – 274 osoby
- Troviscoso – 1066 osób
- Trute – 277 osób
- Valadares – 205 osób